# Constantinos Christoforou

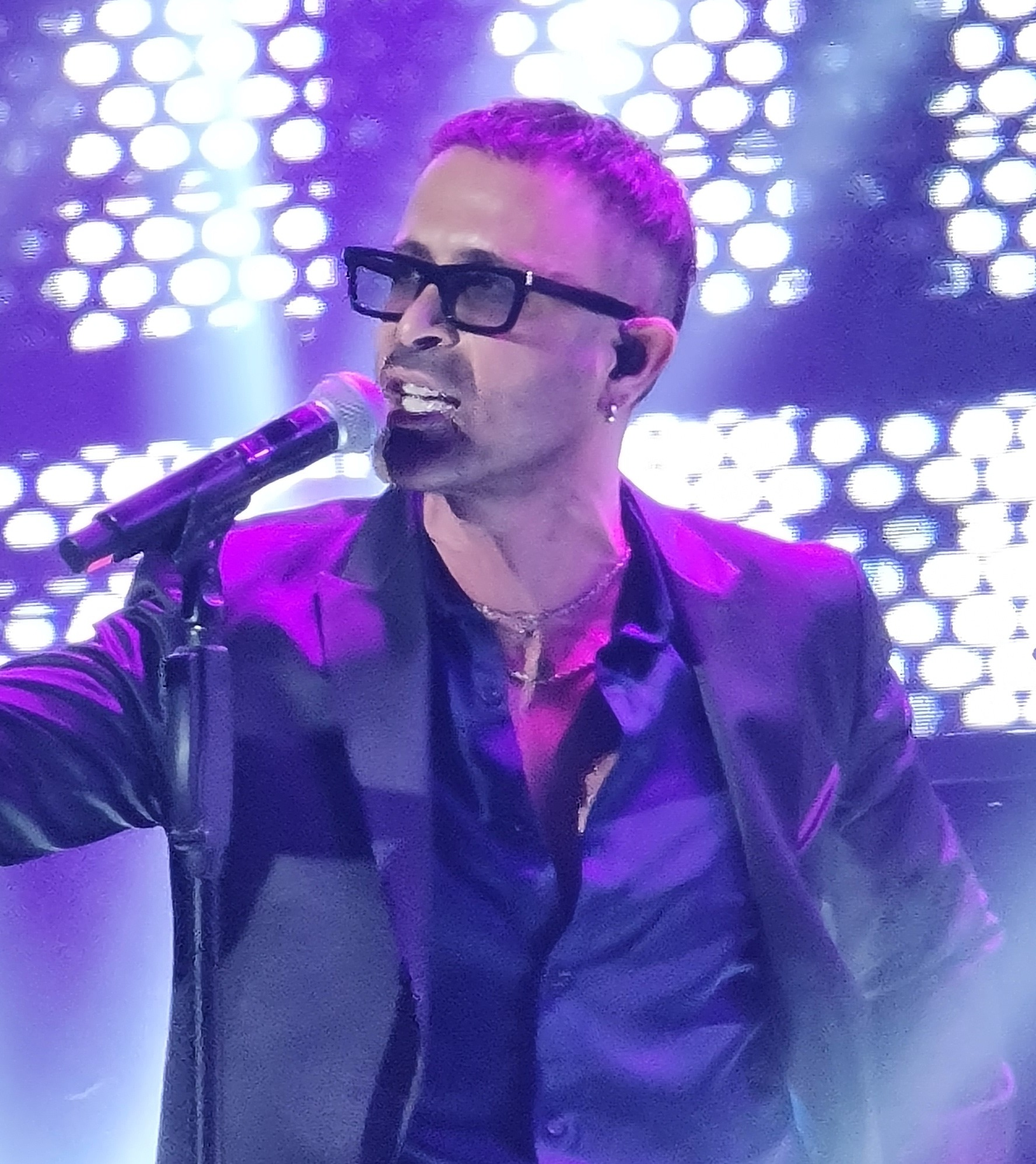
Constantinos Christoforou in Limassol (2024)

Constantinos Christoforou (griechisch Κωνσταντίνος Χριστοφόρου; * 25. April 1977 in Limassol) ist ein griechisch-zyprischer Sänger.

## Werdegang
Seine Karriere ist eng mit dem Eurovision Song Contest verknüpft. Das erste Mal vertrat er als Constantinos sein Land 1996 in Oslo. Mit Mono gia mas erreichte er den neunten Platz.
Seinen bislang größten Erfolg landete er 2002 als Mitglied der Boygroup One, die mit dem Song Gimme in Tallinn den sechsten Platz erreichte: die viertbeste Platzierung Zyperns in der Geschichte des Wettbewerbs.
Danach stieg Constantinos aus der Band aus und veröffentlichte seither zwei Soloalben als Singer-Songwriter.
Constantinos vertrat Zypern erneut beim Eurovision Song Contest 2005 in Kiew mit dem Titel Ela, ela (18. Platz).

## Diskografie

### Alben
- 1996: O, Ti M'Afora
- 2003: I Agapi Sou Pai
- 2004: Idiotiki Parastasi
- 2005: O Giros Tou Kosmou
- 2007: I Alitheia Einai Mia
- 2009: Allios

### Kompilationen
- 2006: Best of

### EPs
- 2006: Thes Na Kanoume Shesi
- 2008: Istoria

### Singles (Auswahl)
- 1996: Mono Gia Mas
- 2004: Etsi
- 2005: Ela Ela
- 2016: Ke Vazo Ena Pario (mit Giannis Parios)
- 2020: Billy Bam Bam (mit One)
- 2021: S' Ena Tetarto
- 2023: Me Allous (mit Doody)